# St. Valentin (Niernsdorf)

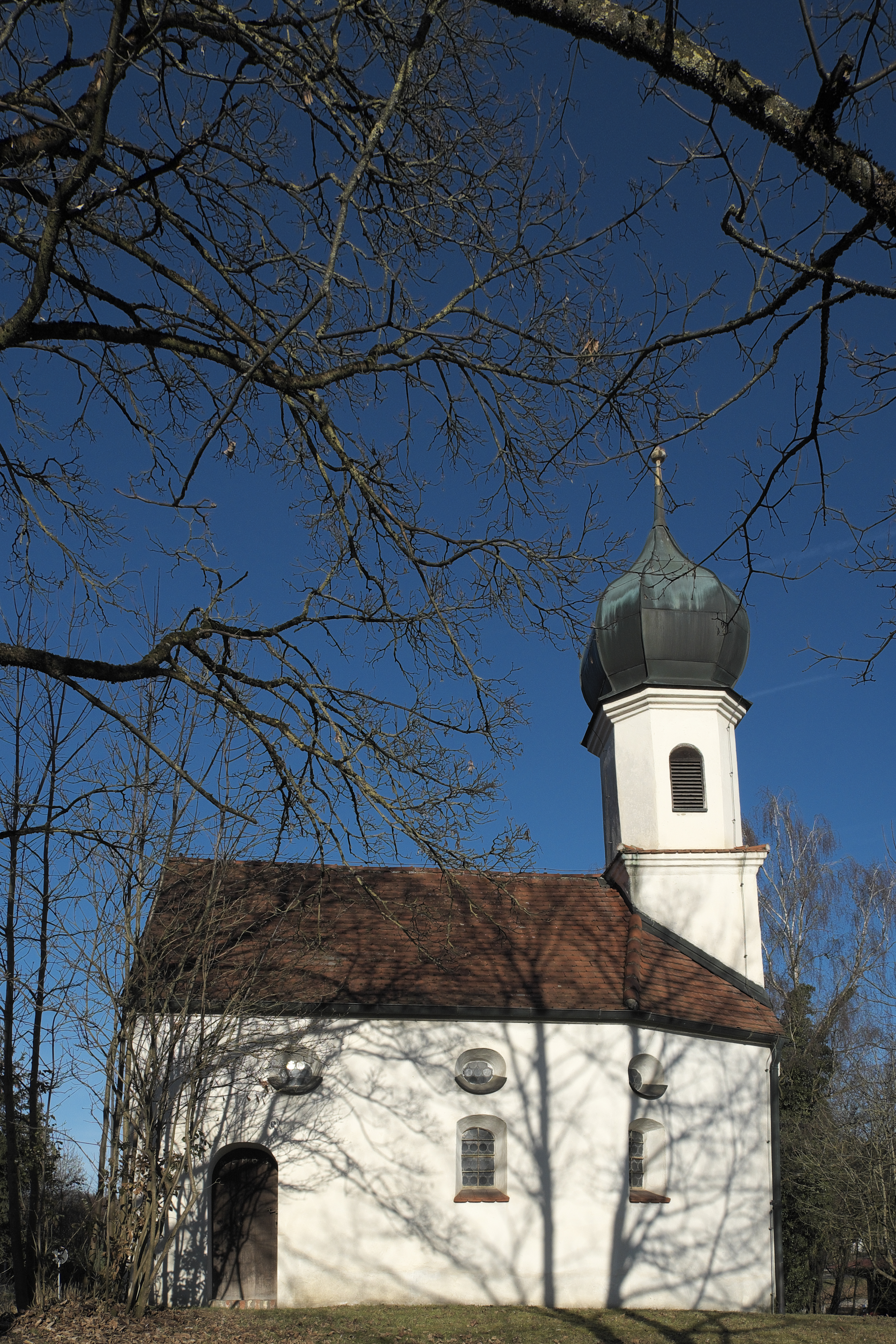
Kapelle St. Valentin in Niernsdorf

Die katholische Kapelle St. Valentin in Niernsdorf, einem Gemeindeteil von Hohenkammer im oberbayerischen Landkreis Freising, wurde in den 1760er Jahren errichtet. Die dem heiligen Valentin geweihte Kapelle mit dem Nebenpatrozinium Fest der unschuldigen Kinder ist ein geschütztes Baudenkmal.

## Beschreibung
Der  romanische Vorgängerbau wurde in den 1760er Jahren wegen Baufälligkeit abgebrochen und durch einen Neubau ersetzt. Im Jahr 1840 wurde der Bau erhöht und der Turm ausgebessert. Gleichzeitig wurden weitere Fenster angebracht. Franz X. Kunesch aus München malte 1891 die Kapelle aus und restaurierte den Altar. An der Ostseite sitzt ein Dachreiter mit Zwiebelhaube.
Die Kapelle ist im Inneren schmucklos. Ein Säulenpaar umrahmt das Altarbild St. Valentin mit einem kranken Kind (um  1760). Daneben stehen die Figuren der Heiligen Rochus und Bartholomäus. Der Altarauszug ist von zwei Engeln und einem Mariahilf-Bild besetzt. An der nördlichen Innenwand hängt ein Nazarenerbild Kindermord in Betlehem.